# اوئانکابامبا
اوئانکابامبا (به اسپانیایی: Huancabamba) یک منطقهٔ مسکونی در پرو است که در منطقه پیورا واقع شده‌است. اوئانکابامبا ۱٬۹۲۹ متر بالاتر از سطح دریا واقع شده‌است.